# Neue Landesbeschreibung der zwei Herzogtümer Schleswig und Holstein

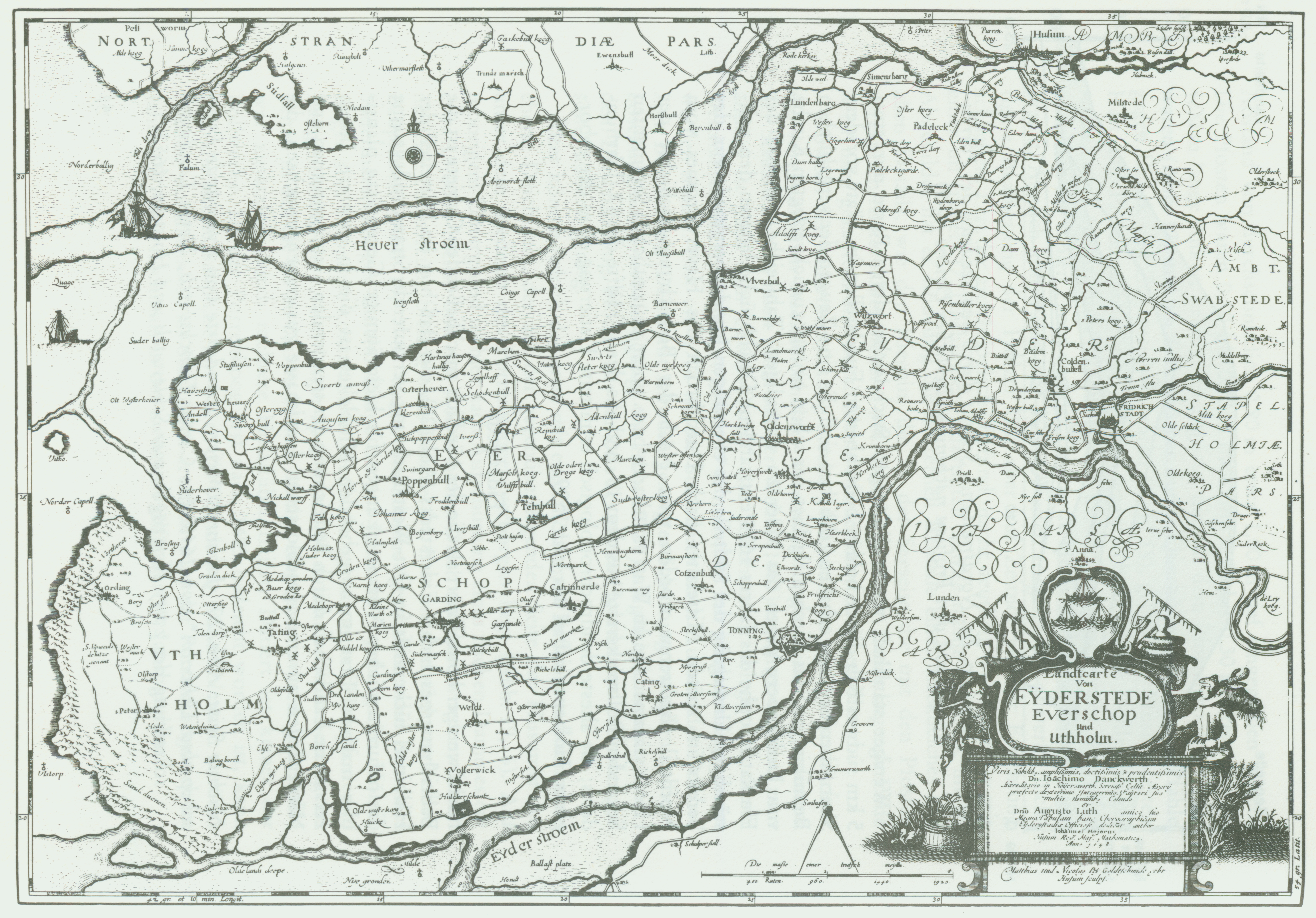
„Landtcarte von Eyderstede Everschop und Uthholm“ aus dem besprochenen Werk

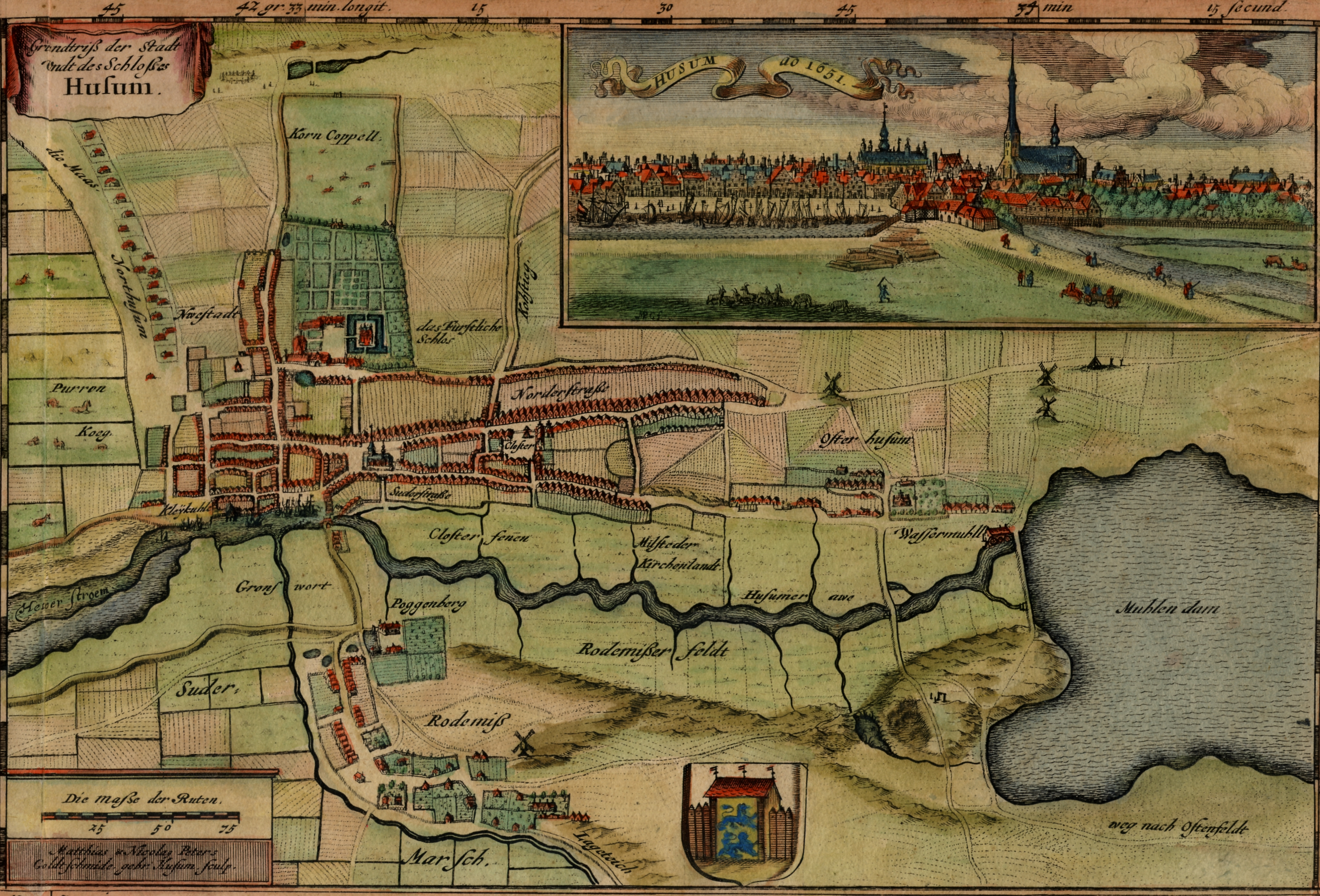
„Grundtriß der Stadt undt des Schloßes Husum“

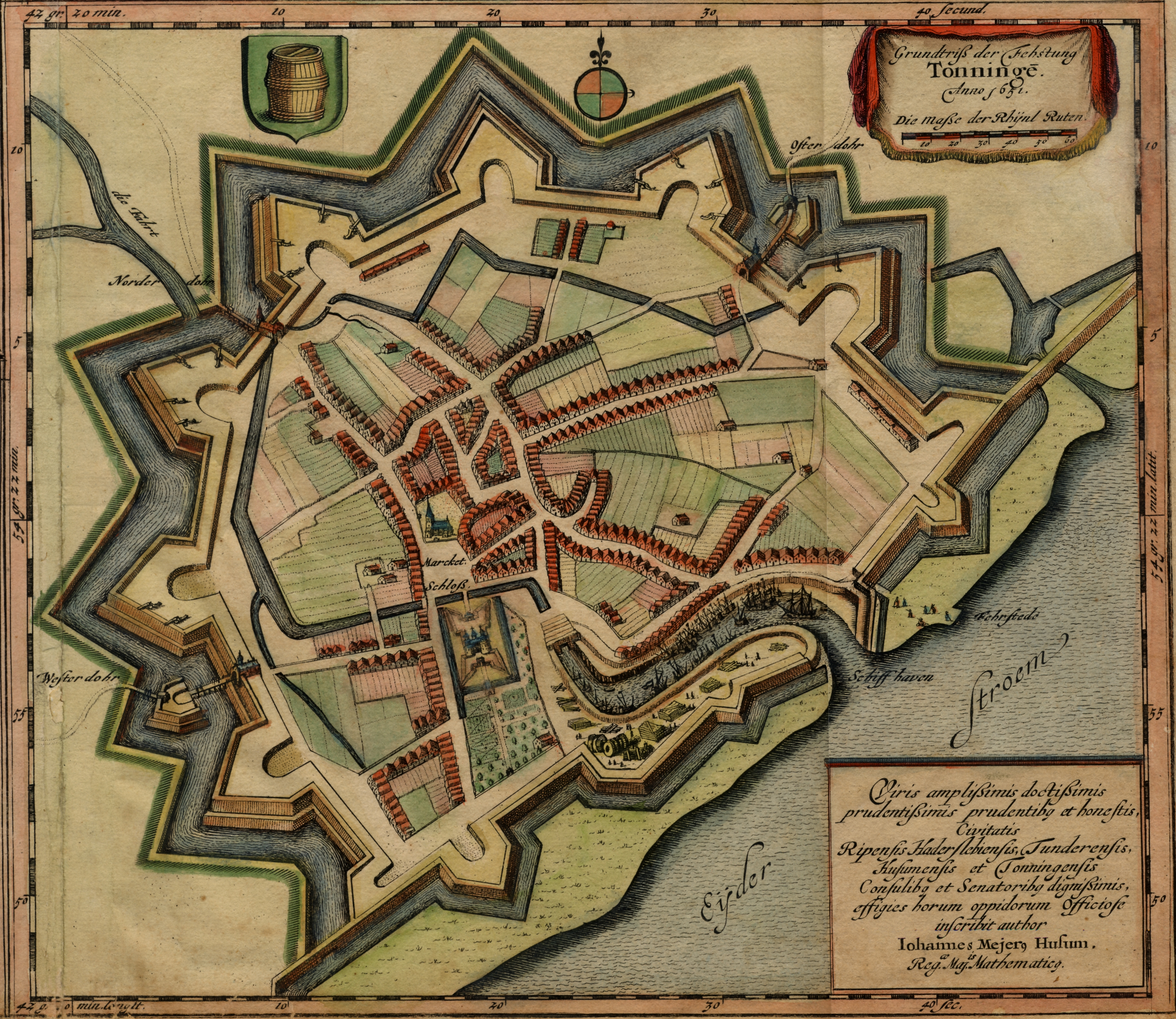
„Grundtriß der Fehstung Tonningen Anno 1651“

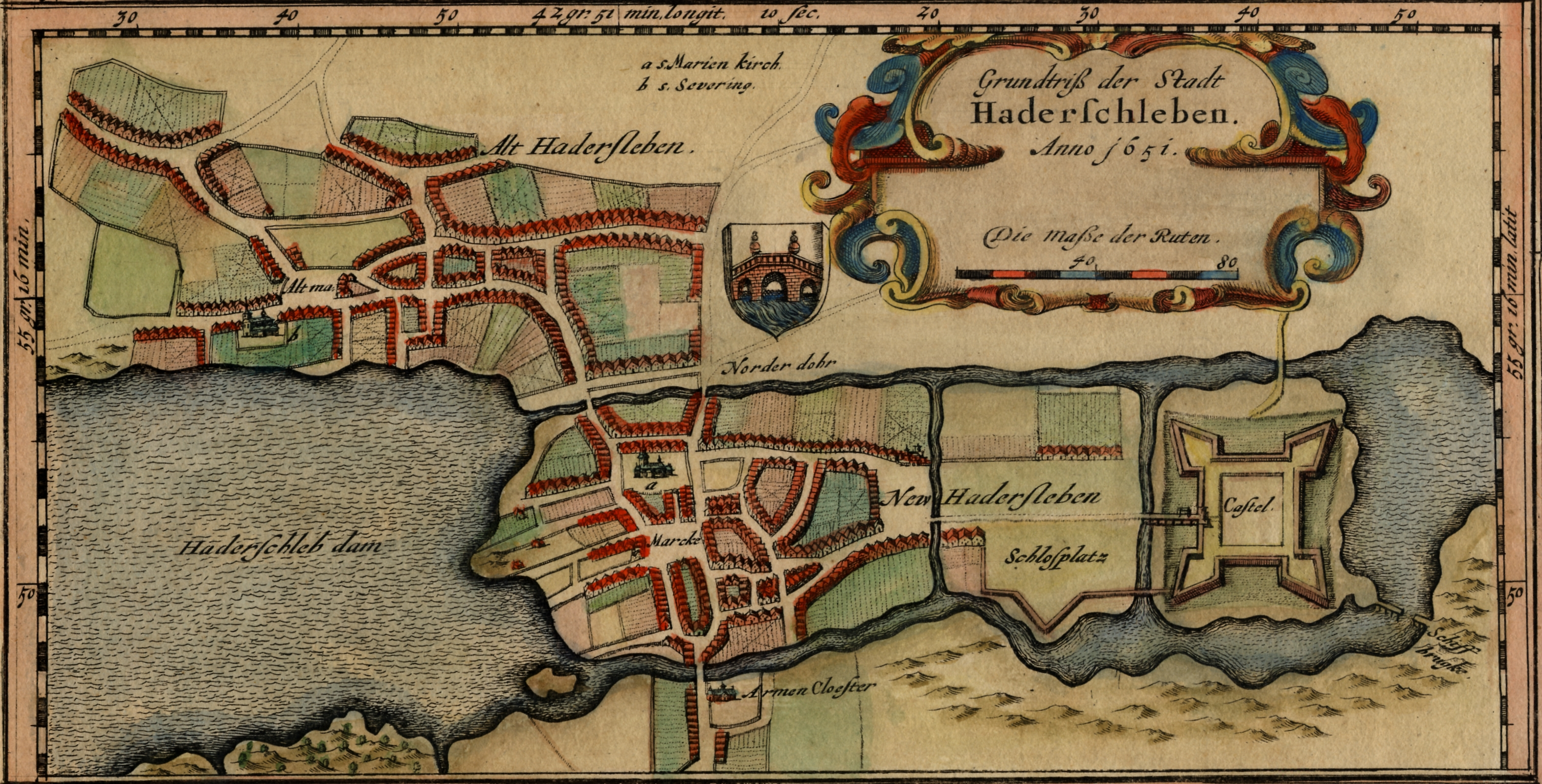
„Grundtriß der Stadt Haderschleben Anno 1651“

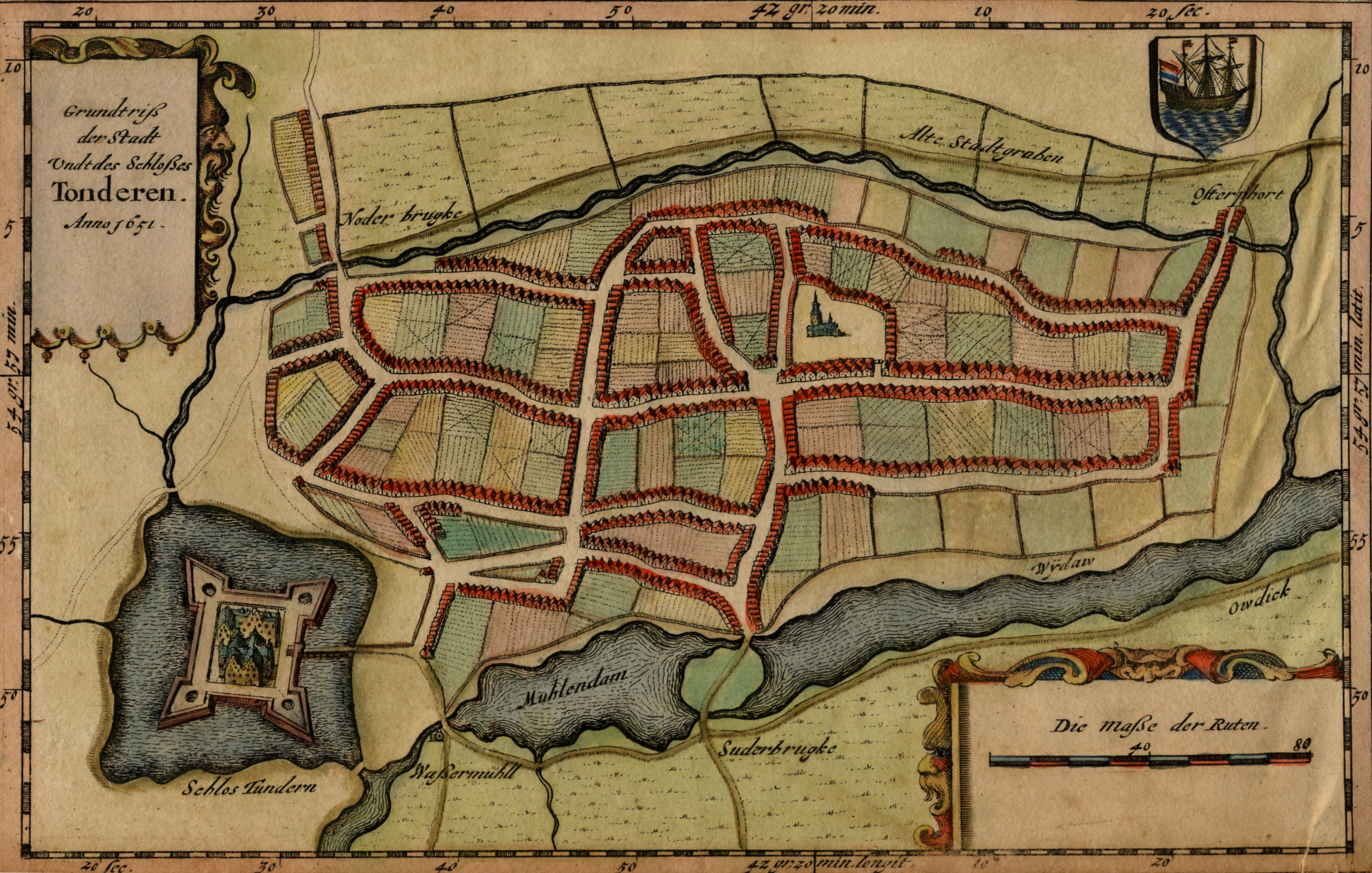
„Grundtriß der Stadt undt des Schloßes Tonderen Anno 1651“

Die Neue Landesbeschreibung der zwei Herzogtümer Schleswig und Holstein ist ein Atlas von Schleswig-Holstein des Kartografen Johannes Mejer mit Landesbeschreibungen von Caspar Danckwerth. Das Werk, das 1652 erschien, entstand im Auftrag des dänischen Königs Christian IV. und des Herzogs Friedrich III.

## Entstehung und Genauigkeit
Johannes Mejer erwarb seine kartographischen Kenntnisse in Kopenhagen. Für Herzog Friedrich III. erstellte er eine Karte über das Amt Apenrade und über die Schlei. Im Auftrag von König Christian IV. begann Mejer, 1642 die Westküste von Schleswig-Holstein aufzunehmen. 1645 folgte dann das gesamte Schleswig-Holstein, Jütland und Dänemark. Caspar Danckwerth verfasste dazu eine Landesbeschreibung und gab das aus drei Bänden bestehende Gesamtwerk heraus. Für die beiden genannten Auftraggeber enthält das Werk jeweils ein Widmungsblatt mit Porträt und Widmung.
Das Kartenwerk stellt die erste große Landesaufnahme dar. Die Karten Mejers sind eine sehr wichtige Quelle für die Landesgeschichte. Die Karten haben einen Maßstab zwischen ca. 1:5.000 und 1:50.000.000, ihnen können Deichverläufe, Straßen, Wege, Orte und Landschaftsformen verlässlich entnommen werden. Die Lagegenauigkeit der eingezeichneten Objekte ist eingeschränkt. Fehler in der Größenordnung von bis zu 2 km können dabei durchaus vorkommen. Die historisierenden Teile, beispielsweise die Darstellung der Landverluste der Burchardiflut (oder Zweite Grote Mandränke) von 1634 in Nordfriesland, sind nur in Teilen richtig. Ebenso sind die Städteansichten nur bedingt brauchbar. Die Drucke wurden später z. T. von Hand nachkoloriert.

## Detailbeschreibung
An dem Werk haben ferner G. H. Burchard, Christian Rottgießer (Stecher der Weltkarte), Matthias Peters und Nicolaus Petersen (Goldschmiede und Stecher aus Husum) und Johann Holwein mitgearbeitet.
Band, 34 × 8,5 × 49 cm; (drei Teile, 301 Seiten) und 40 Karten mit Darstellungen der Weltkarte (Aufteilung unter Noahs Nachkommen), von Germanien mit Stämmen (Mitteleuropa und Skandinavien), der Herzogtümer Schleswig und Holstein, ihrer Landesteile und Ämter und verschiedener Stadtpläne; landeskundlicher Atlas.
Maßstab in deutschen Meilen und (rheinischen) Ruten; Gradeinteilung bei großräumigen Karten am Rand (Meridiangitternetz bei Weltkarte); Landesbeschreibung von der Sintflut bis zur Gegenwart, mit Stammtafeln der Herzöge aus verschiedenen Häusern.
Unter anderem enthält das Werk Karten und Pläne zu: Schleswig-Holstein – Schleswig – Hadersleben – Grundriss der Städte Ribe, Hadersleben, Tondern, Husum und Tönning – Tondern – Nordfriesland – Apenrade – Sonderburg – Flensburg – Helgoland – Schleswig – Angeln und Schwansen – Gottorf – Husum – Eiderstedt – Dänischer Wold, Aröe, Fehmarn – Herzogtum Holstein – Die Ämter Rendsburg, Kiel, Bordesholm, Grundriß der Städte Kiel, Rendsburg, Itzehoe und Oldesloe – Land Wagrien – Fürstentum Stormarn – Die Ämter Trittau, Reinbek, Tremsbüttel und Steinhorst – Hamburg – Grafschaft Pinneberg – Amt Steinburg, Kremper- und Wilstermarsch – Dithmarschen – Süderdithmarschen – Norderdithmarschen. Zahlreiche kleinere Stadtpläne sind in die großen Karten eingedruckt.

## Nachdruck
1963 erfolgte durch Kurt Domeier und Magdalene Haack im Verlag Otto Heinevetter, Hamburg-Bergedorf, ein Nachdruck mit dem Titel Die Landkarten von Johannes Meyer, Husum, aus der neuen Landesbeschreibung der zwei Herzogtümer Schleswig und Holstein von Caspar Danckwerth mit einer Einleitung von  Christian Degn.

## Schreibweisen
Die Originalschreibweise auf der Titelseite des Werkes wurde bei Zitierungen des Werkes so oft verändert, dass viele verschiedene Schreibweisen üblich sind:
- Newe Landesbeschreibung Der Zwey Hertzogthümer Schleswich und Holstein, Titel aus VD17[1]
- Neuer Landes-Beschreibung der HERTZOGTÜHMER SCHLESWIG und HOLSTEIN
- Neue Landesbeschreibung der zwei Herzogtümer Schleswig und Holstein
- Newe Landesbeschreibung der zweij Herzogthümer Schleswich und Holstein
- Newe Landesbeschreibung der zweij Herzogthümer Schleswich vnd Holstein
- Newe Landesbeschreibung der zweij Hertzogthiimer Schleswich und Holstein
- Newe Landesbeschreibung der zwei Hertzogthiimer Schleswig und Holstein
- Newe Landesbeschreibung der zwey Hertzogthiimer Schleswig-Holstein
- Newe Landesbeschreibung der zwey Herzogthümer Schleswich und Holstein
- Neue Landesbeschreibung der zwei Herzogthümer Schleswich und Holstein
- Newe Landesbeschreibung der Herzogthümer Schleswich vnd Holstein
- Neue Landesbeschreibung der Herzogthümer Schleswig und Holstein
- Neue Landesbeschreibung der Herzogtümer Schleswig und Holstein
- Newe Landes-Beschreibung der zwei Herzogthümer Schleswig und Holstein
- Danckwerth-Atlas